# Lujua
Lujua (em castelhano) ou Loiu (em basco) é um município da Espanha na província da Biscaia, comunidade autónoma do País Basco. Faz parte da comarca de Grande Bilbau e tem 15 km² de área.[carece de fontes?] Em 2021 tinha 2 363 habitantes (densidade: 157,5 hab./km²).
En Loiu situase a terminal de passageiros do Aeroporto de Bilbau.